# Midibus

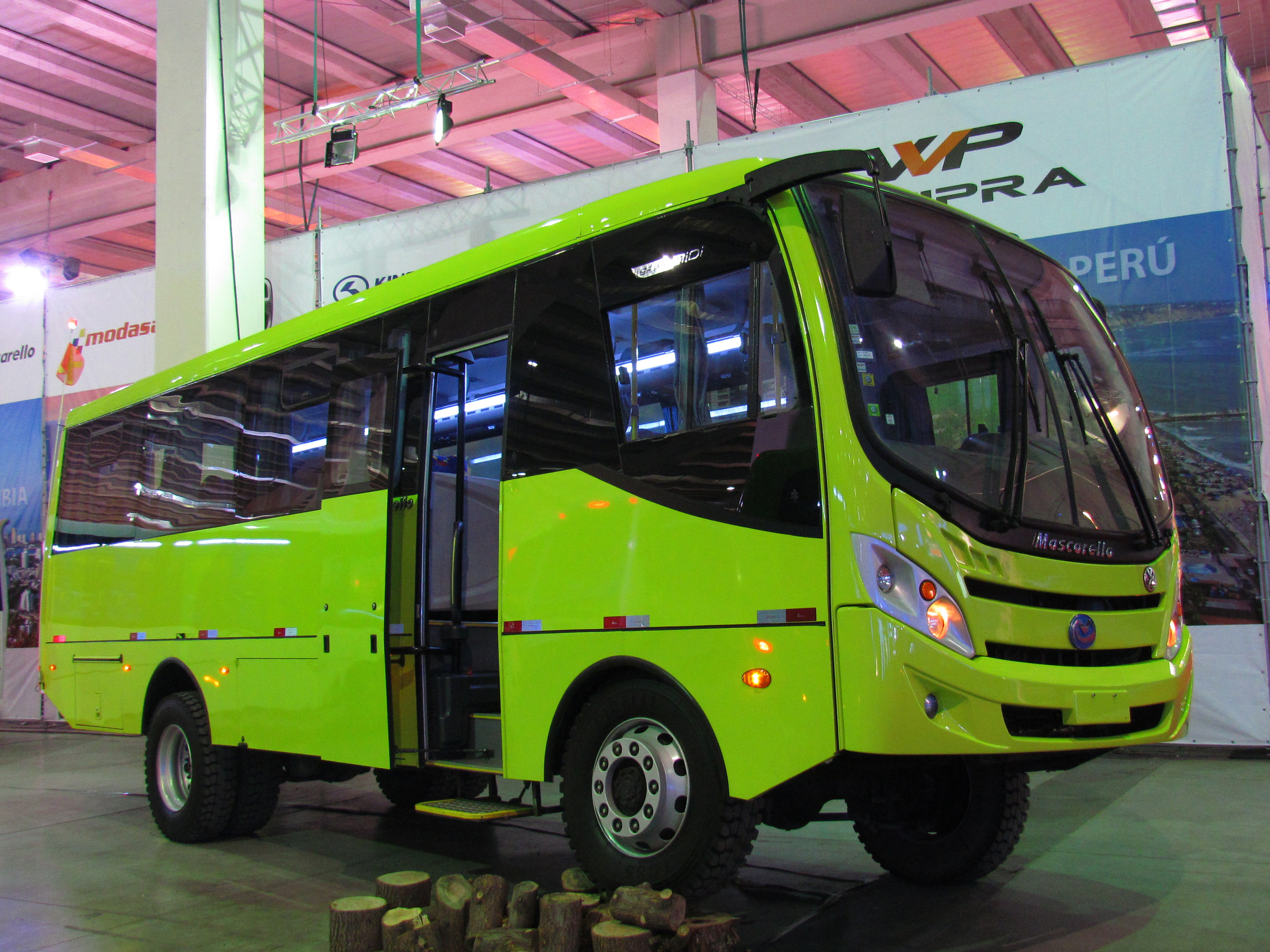
Mascarello Gran Midi, um novo Midi 4x4 fabricado pela Mascarello, com foco em áreas rurais ou de difícil acesso.

Midibus é uma categoria de veículo com tamanho intermédio entre o minibus e um ônibus convencional e pode ter entre 8 a 11 metros de comprimento.
Os Midibus são utilizados em larga escala no Brasil. Também são conhecidos como Micrões, Minibus ou Micromasters. Seu uso é principalmente nas áreas urbanas, onde os midibus são dotados de catracas e fazem o serviço de linhas regulares.
No Rio de Janeiro por exemplo, são dotados de exatos 35 lugares, sem cobrador.
Em Coimbra foi implementado um sistema de minibus da marca Guliver ou tradicionalmente conhecido por "pantufinhas", este tipo de transporte criado para servir as partes mais antigas da cidade onde os autocarros normais não vão, são dotados de 8 lugares sentados. 15 de pé motorista e 1 lugar para deficientes com rampa eléctrica.